# Cratere Furnerius
Furnerius è un grande cratere lunare di 135,03 km situato nella parte sud-orientale della faccia visibile della Luna, in prossimità del terminatore. Si trova nella parte sudest della Luna, in una zona vicina al margine. A causa della sua posizione, il cratere appare ovale a causa della visione di scorcio, ma in realtà è praticamente circolare. Crateri notevoli nelle vicinanze sono Stevinus a nordovest e Fraunhofer a sud-sudovest. Più lontano verso nordovest c'è il cratere Snellius e la Vallis Snellius.
Il bordo di Furnerius è eroso e butterato, con numerosi impatti lungo tutta la sua lunghezza. La maggior parte delle pareti sporge solo leggermente dal terreno circostante; le sezioni più basse si trovano a nord e a sud, tuttavia il punto più alto di tutto l'orlo si trova proprio a nord, dove raggiunge l'altezza di 3500 metri.
Il fondale è punteggiato di 14 crateri notevoli, fra i quali spicca il più grande, "Furnerius B", situato nella metà settentrionale, il quale presenta anche un picco centrale. Alcune tracce più scure sul fondale indicano la presenza di lava fuoriuscita dall'interno della Luna. Nel settore nordest del fondo c'è la Rima Furnerius, un crepaccio è lungo circa 50 km che seguendo un percorso verso nordovest raggiunge il bordo settentrionale del cratere.
Negli studi lunari compiuti da Johann Hieronymus Schröter è sostenuta l'esistenza di una cupola tettonica nella metà meridionale. Tale formazione non è però stata rilevata dalle osservazioni successive.
Il cratere è dedicato al matematico francese Georges Fournier. 
Il satellite giapponese Hiten impattò nelle vicinanze di questo cratere nel 1993.

## Crateri correlati
Alcuni crateri minori situati in prossimità di Furnerius sono convenzionalmente identificati, sulle mappe lunari, attraverso una lettera associata al nome.
| Furnerius | Coordinate            | Diametro (in km) |
| --------- | --------------------- | ---------------- |
| A         | 33°32′24″S 59°01′48″E | 11,21            |
| B         | 35°26′24″S 59°56′24″E | 21,75            |
| C         | 33°44′24″S 57°43′12″E | 21,17            |
| D         | 37°03′36″S 55°52′12″E | 16,39            |
| E         | 34°46′48″S 57°14′24″E | 22,27            |
| F         | 36°06′00″S 64°07′12″E | 52,06            |
| G         | 38°08′24″S 65°21′36″E | 33,72            |
| H         | 37°35′24″S 69°37′12″E | 44,01            |
| J         | 34°50′24″S 63°52′48″E | 26,8             |
| K         | 38°07′12″S 67°57′00″E | 36,19            |
| L         | 38°36′S 69°54′E       | 13,98            |
| N         | 33°34′12″S 60°56′24″E | 9,97             |
| P         | 37°55′12″S 61°42′00″E | 17,56            |
| Q         | 39°29′24″S 67°14′24″E | 30,64            |
| R         | 39°56′24″S 68°58′12″E | 15,75            |
| S         | 39°07′48″S 67°54′36″E | 16,96            |
| T         | 37°52′48″S 62°55′48″E | 10,19            |
| U         | 35°45′00″S 68°17′24″E | 17,5             |
| V         | 35°43′12″S 65°30′00″E | 59,18            |
| W         | 37°18′00″S 70°59′24″E | 19,96            |
| X         | 33°52′48″S 63°27′36″E | 8,84             |
| Y         | 34°12′00″S 65°00′36″E | 11,78            |
| Z         | 33°29′24″S 62°56′24″E | 8,7              |